# Torsten Hagman

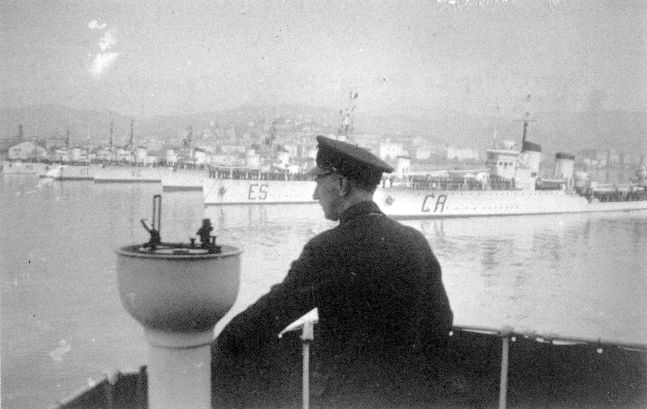
Torsten Hagman på bryggan på HMS Puke vid avfärden från La Spezia i april 1940. Italienska jagarbesättningar mannar reling.

Torsten Hagman, född 2 januari 1893 i Norrköping, död 5 november 1968 i Lidingö församling, var en svensk sjömilitär. 

## Biografi
Hagman utexaminerades från Kungliga Sjökrigsskolan  som underlöjtnant 1913. Han blev löjtnant 1917 och kapten 1923. Första fartygschefsbefälet var torpedbåten HMS Bris 1918. Senare sjötjänstgöring var för det mesta vid torpedbåtsförband. Han tjänstgjorde i marinstaben från 1928 fram till 1940 med undantag för kortare sjökommenderingar, och var chef för marinstabens pressdetalj 1928–1934. År 1931–1935 var Hagman sakkunnig i 1930 års försvarskommission. Hans mest uppmärksammade insats var när han som kommendörkapten 2. graden år 1940 fick i uppgift att "i samråd med den till Italien utsända marinkommissionen vidtaga förberedande åtgärder för hemförande av vissa fartyg". Han blev också avdelningschef (AC) för flottstyrkan, och samtidigt fartygschef (FC) på Puke när de fyra fartygen seglades hem till Sverige.
I det snabbt förändrade utrikespolitiska läget under våren och sommaren 1940 blev detta en farlig uppgift, som kulminerade då chefen för en brittisk flottstyrka, i Skaalefjorden på Färöarna den 20 juni 1940, överlämnade ett ultimatum från brittiska regeringen som krävde att fartygen skulle överges av sina svenska besättningar. 
Hagman gick under protest med på de brittiska kraven, och fartygen överlämnades med flaggor och befälstecken blåsande som tecken på att de fortfarande var svensk egendom.

## Efterspel
Fältkrigsrätten vid västkustens marindistrikt tog upp ärendet om Hagmans agerande den 6 augusti 1940. Domstolen ansåg att Hagmans handlande inte skulle leda till ansvars- eller ersättningsskyldighet. JK-ämbetet förordade därför, att någon rättegång inte skulle inledas mot Hagman. Han blev alltså varken fälld eller frikänd i en officiell rättegång. Chefen för kustflottan, amiral Gösta Ehrensvärd utfärdade samma dag som utslaget kom, en hemlig order till alla fartyg att någon liknande överlämning av fartyg till främmande makt aldrig fick hända igen. Per Albin Hansson uttryckte senare ånger över att han inte personligen välkomnat Hagman hem, något som kunnat förbättra dennes karriär.
Efter affären med italienjagarna blev Hagman befordrad till kommendörkapten av första graden, och verkade som stabschef vid Sydkustens marindistrikt i Karlskrona 1940–1942. År 1943 befordrades han till kommendör, och var under åren 1943–1946 chef för Norrlandskustens marindistrikt. Han avslutade sin aktiva karriär som chef för Stockholms örlogsstation, vilket han var fram till sin pensionering 1953.

### Familj och privatliv
Torsten Hagman var son till grosshandarparet Edvard och Valborg Hagman i Norrköping, och gifte sig 1915 med Marit Unge (1895–1979). Dottern Ingrid föddes 1917 och sonen Gunnar 1921. Han var förutom sin militära karriär också aktiv politiskt som liberal, och deltog bland annat vid bildandet av Folkpartiet 1934. Hagman var aktiv i försvarsdebatten, med flera debattartiklar i tidskriften Sveriges Flotta. Makarna Hagman är begravda på Galärvarvskyrkogården i Stockholm.

## Utmärkelser
- Kommendör av första klass av Svärdsorden, 6 december 1950.[9]